# Tellina lamellata
Tellina lamellata är en musselart som beskrevs av Carpenter 1855. Tellina lamellata ingår i släktet Tellina och familjen Tellinidae. Inga underarter finns listade i Catalogue of Life.